# Tadasana

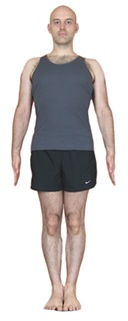
Tadasana eller Bergsställning.

Tadasana (sanskrit: ताड़ासन), Bergsställning eller Samasthiti (IAST: samasthiti III) är en stående asana i modern yoga som träning; positionen beskrivs inte i medeltida hatha yoga-texter. Positionen är grunden för flera andra stående asanas.

## Namn och ursprung
Tāḍāsana är från sanskritorden ताड tāḍa, "berg" och आसन āsana som betyder "hållning" eller "säte". Samasthiti är från सम sama i betydelsen "lika", "nivå" eller "balanserad"; och स्थिति sthiti, "stående".
Ställningen var okänd inom hathayoga fram till publiceringen av 1900-talsboken Light on Yoga, men positionen nämns i Vyayama Dipika (1896), en handbok för vattengymnastik, som en del av den "mycket gamla" sekvensen av danda-övningar. Norman Sjoman antyder att bergsställningen var bland de ställningar som antogs i modern yoga som träning i Mysore av Krishnamacharya. Han antig den att bilda den "primära grunden" för hans vinyasas med flytande rörelser mellan ställningar. Ställningen togs sedan upp av hans elever Pattabhi Jois och B. K. S. Iyengar, i deras världsomspännande Ashtanga vinyasa-yoga och Iyengaryoga.